# Zygomyia
Zygomyia is een geslacht van muggen uit de familie van de paddenstoelmuggen (Mycetophilidae). De wetenschappelijke naam van het geslacht is voor het eerst geldig gepubliceerd in 1863 door Johannes Winnertz. De eerste soort die hij beschreef in die publicatie was de nieuwe soort Zygomyia valida.

## Soorten[2]
- Zygomyia acuta Tonnoir & Edwards, 1927
- Zygomyia adpressa Wu & Wang, 2008
- Zygomyia aguarensis Lane, 1951
- Zygomyia aino Okada, 1939
- Zygomyia albinotata Tonnoir & Edwards, 1927
- Zygomyia angusta Plassmann, 1977
- Zygomyia apicalis Tonnoir & Edwards, 1927
- Zygomyia argentina Lane, 1961
- Zygomyia aurantiaca Edwards, 1934
- Zygomyia bicolor Edwards, 1934
- Zygomyia bifasciata Garrett, 1925
- Zygomyia bifasciola Matile, 1989
- Zygomyia bivittata Tonnoir & Edwards, 1927
- Zygomyia brasiliana Lane, 1947
- Zygomyia brunnea Tonnoir & Edwards, 1927
- Zygomyia calvusa Wu, 1999
- Zygomyia canescens Winnertz, 1863
- Zygomyia chavantesi Lane, 1951
- Zygomyia christata Garrett, 1925
- Zygomyia christulata Garrett, 1925
- Zygomyia costata Tonnoir & Edwards, 1927
- Zygomyia coxalis Garrett, 1925
- Zygomyia crassicauda Tonnoir & Edwards, 1927
- Zygomyia crassipyga Tonnoir & Edwards, 1927
- Zygomyia diffusa Tonnoir, 1927
- Zygomyia diplocercusa Wu & Wang, 2008
- Zygomyia distincta Tonnoir & Edwards, 1927
- Zygomyia egmontensis Zaitzev, 2002
- Zygomyia eluta Tonnoir & Edwards, 1927
- Zygomyia fascipennis Lundstrom, 1906
- Zygomyia filigera Edwards, 1927
- Zygomyia flavicoxa Marshall, 1896
- Zygomyia flaviventris Winnertz, 1863
- Zygomyia freemani Lane, 1951
- Zygomyia golbachi Lane, 1961
- Zygomyia grisescens Tonnoir & Edwards, 1927
- Zygomyia guttata Tonnoir & Edwards, 1927
- Zygomyia heros Lane, 1951
- Zygomyia herteli Lane, 1951
- Zygomyia humeralis (Wiedemann, 1817)
- Zygomyia ignobilis Loew, 1870
- Zygomyia immaculata Tonnoir & Edwards, 1927
- Zygomyia insipinosa Tonnoir & Edwards, 1927
- Zygomyia interrupta Malloch, 1914
- Zygomyia jakovlevi Zaitzev, 1989
- Zygomyia kiddi Chandler, 1991
- Zygomyia kurilensis Zaitzev, 1989
- Zygomyia longicauda Tonnoir & Edwards, 1927
- Zygomyia marginata Tonnoir & Edwards, 1927
- Zygomyia matilei Caspers, 1980
- Zygomyia modesta Lane, 1948
- Zygomyia multiseta Zaitzev, 2002
- Zygomyia nigrita Tonnoir & Edwards, 1927
- Zygomyia nigriventris Tonnoir & Edwards, 1927
- Zygomyia nigrohalterata Tonnoir & Edwards, 1927
- Zygomyia notata (Stannius, 1831)
- Zygomyia obsoleta Tonnoir & Edwards, 1927
- Zygomyia ornata Loew, 1870
- Zygomyia ornatipennis Lane, 1948
- Zygomyia ovata Zaitzev, 2002
- Zygomyia penicillata Tonnoir & Edwards, 1927
- Zygomyia pictipennis (Staeger, 1840)
- Zygomyia pilosa Garrett, 1925
- Zygomyia planitarsata Becker, 1908
- Zygomyia plaumanni Lane, 1951
- Zygomyia polyspina Bechev, 1994
- Zygomyia pseudohumeralis Caspers, 1980
- Zygomyia ruficollis Tonnoir & Edwards, 1927
- Zygomyia rufithorax Tonnoir & Edwards, 1927
- Zygomyia semifusca (Meigen, 1818)
- Zygomyia setosa Barendrecht, 1938
- Zygomyia similis Tonnoir & Edwards, 1927
- Zygomyia simplex Strobl, 1895
- Zygomyia submarginata Harrison, 1955
- Zygomyia tapuiai Lane, 1951
- Zygomyia taranakiensis Zaitzev, 2002
- Zygomyia trifasciata Tonnoir & Edwards, 1927
- Zygomyia trispinosa Zaitzev, 2002
- Zygomyia truncata Tonnoir, 1927
- Zygomyia unica Ostroverkhova, 1979
- Zygomyia unispinosa Tonnoir, 1927
- Zygomyia valepedro Chandler, 1991
- Zygomyia valeriae Chandler, 1991
- Zygomyia valida Winnertz, 1863
- Zygomyia vara (Staeger, 1840)
- Zygomyia varipes Tonnoir & Edwards, 1927
- Zygomyia zaitzevi Chandler, 1991